# 藤本敦士のDASH宣言!
藤本敦士のDASH宣言!（ふじもとあつしのだっしゅせんげん）は、MBSラジオが2014年度のナイターオフ期間（2014年11月8日 - 2015年3月21日）の毎週土曜日17:59 - 19:25に放送されたスポーツ情報番組。
藤本敦士（同局野球解説者 → 阪神タイガース二軍内野守備・走塁コーチ）の冠番組で、2015年1月30日までは、GAORAでもMBSでの放送翌週の金曜日にスカパー!・ケーブルテレビ向けの再編集版を放送していた。

## 概要
MBSラジオが2013年度のナイターオフ期間に放送していた『withタイガース カワスポサタデー運動部!』の流れを汲むスポーツ情報番組で、同番組の「運動部記者」の一人であった藤本（出演時点ではMBSラジオ野球解説者）を、レギュラー番組としては初めてメインパーソナリティーに起用。番組タイトルの「DASH」には、「DJを目指す」「ATSUSHIが」「SPORTSを」「HOTに語る」という意味がある。
しかし、阪神タイガースは、MBSでの初回放送2日前（2014年11月6日）に藤本がコーチへ就任することを発表した。当番組では、藤本が2015年度も野球解説者として活動することを想定した前述の「DASH」コンセプトを、「藤本がコーチとして良いスタートを切れるような内容の番組を目指す」という方向へ変更。そのうえで、当初の予定どおりに、ナイターオフ期間限定のスポーツ情報番組として放送を開始した。
当番組では、新たなスポーツファンの開拓を視野にSNSと連動。MBSラジオでの放送中には、スマートフォン・携帯電話向け番組公式サイト内の投票フォームを活用したリスナー参加企画を、随時実施している。また、GAORAでは、MBSラジオでの生放送の模様をテレビカメラで撮影。一部のコーナーを編集で割愛する一方で、テレビ用の企画を加えた90分番組として、MBSでの放送翌週の金曜日から随時放送していた。
藤本は、コーチ業と並行しながら、2015年春季キャンプの直前（MBS1月31日放送分）までパーソナリティとして出演。同年2月7日以降の放送では、「MBSベースボールパーク（MBSラジオのプロ野球中継）オフィシャルサポーター」の山田スタジアムが、藤本からMC（スタジオパーソナリティ）の座を引き継いだ。ただし、藤本も事前収録のコーナーなどへ随時登場するため、番組のタイトルには藤本の氏名を残した。
また、2014年内の放送では、2015年度以降の『MBSベースボールパーク』スタジオアシスタント、および『トラツボ』（GAORAのプロ野球春季キャンプ情報番組）のリポーターを選考する目的で「DASHアシスタントオーディション」を実施。藤本による選考とリスナーからの投票を経て、市川いずみの採用を決定した。これを機に、2015年1月3日からMBSラジオでの最終回（同年3月21日）までの放送では、市川が当番組のアシスタントを務めている。
なお、翌2015年度のナイターオフ期間は、『茶屋町プレミアムナイト』のスポーツニュース・関連企画パートを『with Tigers MBSベースボールパーク みんなでホームイン!』（月曜以外の曜日で18時台を中心に放送する帯番組）に集約。金山が土曜日のパーソナリティ、市川が水・金・日曜日のアシスタント、山田が木・金曜日のレギュラーとして出演している。

## 出演者

### パーソナリティー
- 藤本敦士
  - 番組開始発表時点ではMBSラジオ野球解説者。2015年度から阪神タイガース二軍内野守備走塁コーチへ就任したため、2015年2月7日から3月14日までは、一部のコーナーにのみ出演。最終回には、コーチとしてウエスタン・リーグの対中日ドラゴンズ戦（阪神鳴尾浜球場でのデーゲーム）へ臨んだ後に、当番組のスタジオへ約2ヶ月振りに登場した。
- 金山泉（毎日放送のスポーツアナウンサー） 
  - 当番組でただ1人、番組開始当初から最終回までレギュラーで出演。ただし、スポーツ関連の実況・取材との兼ね合いで、他のスポーツアナウンサーが代演することもあった。
- 山田スタジアム
  - 2015年1月10日MBS放送分へのゲスト出演[6]を経て、MBSラジオのみの放送になった同年2月7日放送分から、藤本の後任扱いでスタジオパーソナリティを担当。『withタイガース カワスポサタデー運動部!』にも、「お笑い担当記者」という肩書で出演していた。

### アシスタント
- 市川いずみ（山口朝日放送出身・オフィスキイワード所属のフリーアナウンサー）[7]
  - 「DASHアシスタントオーディション」でのグランプリ選出を経て、2015年の初回放送（MBS1月3日放送分）から正式にレギュラーで出演[8]。当日の放送中には、リスナーからのメッセージを基に「いっちー」という愛称が付けられた。
  - 2015年2月の阪神春季キャンプ期間中（1日 - 25日）には、『トラツボ』での一軍キャンプ（沖縄県宜野座村）取材に専念していたため、同月7日・14日・21日放送分を休演した。
  - 最終回の当日から開幕した第87回選抜高等学校野球大会の期間中には、『みんなの甲子園』（MBSテレビの大会ダイジェスト番組）のナビゲーターを担当。当番組でも、最終回で内包した「春一番!センバツ甲子園」において、当日（第1日）の試合速報を伝えた。

## 放送時間
ラジオ版
2014年11月8日 - 2015年3月21日　毎週土曜日 17:59 - 19:25（JST）
- 初回放送のみ、放送枠を19:55まで拡大。基本として生放送だが、阪神コーチとしての藤本のスケジュールを優先する関係で、2015年1月31日には同月26日に収録した内容を放送した[9]。
- MBSラジオでは、2014年9月28日から2014年度のナイターオフ編成を採用。しかし、NPB両リーグの優勝争い、クライマックスシリーズ、日本選手権シリーズを『MBSベースボールパーク』で中継した関係で、当番組の開始は11月8日にまでずれ込んだ。10月の土曜日のうち、NPBのナイトゲームを最初から予定していなかった週には、当番組の時間帯に『河田直也&桜井一枝のうきうき土曜リクエスト 延長スペシャル』や『MBSベースボールパーク番外編』（山田がレギュラーで出演）を放送している。
- 2014年12月27日には、当番組のスタジオがある毎日放送本社M館1階の「ちゃプラステージ」（大阪市北区茶屋町）から、番組初の公開生放送を実施。観覧希望者を抽選で招待するとともに、「DASHアシスタントオーディション」のグランプリファイナル（決勝戦）などを実施した[10]。

テレビ版
2014年11月14日 - 2015年1月29日 　毎週金曜日21:00 - 22:30を初回として随時放送
- ラジオ版の番組で取り上げた取材やトークの素材をベースに、テレビ版オリジナルの特集や企画を放送。ただし、放送上は収録番組に当たるため、ラジオ版放送当日のスポーツニュースなどを編集で割愛していた。

## 主な企画・コーナー

### 最終放送時点（2015年3月）
いずれも、ラジオ版のみで放送。事前収録による藤本のメッセージとタイトルコールを流してから、スタジオでのオープニングトークに入る。
- DASHスポーツトピックス
  - 番組開始当初から続いた唯一のコーナー。MBSでの放送週に報じられたスポーツニュースから、野球関連を中心に3本のトピックスを紹介する。藤本がパーソナリティとして出演していた時期には、ヘッドラインの原稿を自ら読んでいた。スポンサー付きのコーナーであるため、藤本がスタジオへ出演しない場合にも、放送上は藤本によるタイトルコールや提供クレジットの収録音源を流してから本編に入っていた。
  - 2014年12月の「MBSラジオ スペシャルウィーク」中の放送には、阪神の関係者がゲストでスタジオに出演（6日:平田勝男、13日:福留孝介[11]）。2015年の阪神春季キャンプ期間中には、山田・金山の進行で、毎日放送のアナウンサーによる一軍キャンプ地・宜野座村からの電話リポートを中心に放送している。
  - 2015年3月のみ、金山が独自に取材した成果を報告する「金山泉の有頂天ニュース」を挿入。金山が大ファンであることを公言しているB'zにちなんで、B'zの楽曲「有頂天」の一部をアタック音に使ったり、金山が稲葉浩志（B'z）のライブMCを真似たりしていた。
- あなたが選ぶ阪神タイガース忘れられないゲーム、あのシーン!
  - 2015年に阪神球団が創設80年を迎えることにちなんだ企画で、過去の阪神の公式戦から、最も興奮したシーンや試合に関するリクエストをリスナーから募集。そのリクエストを基に、MBSラジオのプロ野球中継の実況音源を放送した。
- 2015年珍プレー・珍事件予想 
  - リスナーからの投稿企画で、2015年のプロ野球に起こりそうな珍プレーや珍事件を予想。番組に寄せられた予想の一部を、山田と金山が紹介した。

### 過去
- とれたてスクープDASH!
  - 種目を問わず、以下に記すスポーツ関係者を、藤本や市川が徹底的に取材した事前収録企画（日付はいずれもMBSでの放送日）。放送上は、インタビューの音源を流した後に、取材を通じて得られた名言を藤本が紹介していた。
    - 2014年11月14日:金子千尋（プロ野球）
    - 2014年11月21日:朝原宣治（陸上競技）
    - 2014年11月28日:井村雅代（アーティスティックスイミング）
    - 2014年12月6日:長谷川健太（サッカー）
    - 2014年12月13日:長谷川穂積（プロボクシング）
    - 2014年12月20日:武藤敬司（プロレスリング）
    - 2015年1月3日:奈良くるみ（テニス）
    - 2015年1月10日:堀口元気H.A.Gee.Mee!!（プロレスリング）
    - 2015年1月24日・31日:里崎智也（プロ野球）
      - 阪神のコーチとして始動した藤本に代わって、市川が里崎へのインタビュアーを担当。市川によるプロスポーツ関係者へのインタビューは、この時が初めてである。
- DASHアシスタントオーデション
  - 2014年11月14日から12月27日（いずれもMBS放送分）まで実施された勝ち抜き制のオーディション企画で、関西のタレント事務所に所属する女性タレントが毎回2 - 3名登場[12]。番組が用意した質問や課題に取り組ませた後に、前述のフォームを利用したリスナー投票と、藤本による選考を通じて1名に絞り込んだ。このようなプロセスで勝ち残ったタレントが「グランプリファイナル」で争った結果、高校野球検定の合格歴や（山口朝日放送アナウンサー時代の）全国高等学校野球選手権大会予選中継での実況歴を持つ市川がグランプリに選ばれた[7]。
- 先輩パーソナリティに聞く【温故知新】
  - 藤本が自身の話術に磨きを掛けるべく、MBSラジオのベテランパーソナリティからアドバイスを受ける企画。
- 藤本敦士 初心にかえります 
  - 2015年1月24日にMBSラジオで放送された特別企画で、藤本の母校・育英高等学校（神戸市長田区）のグラウンドで収録。同校における藤本の1年先輩・1年後輩を1名ずつ招いたうえで、硬式野球部時代の思い出を語り合った。
- 藤本敦士のキャンプ日記
  - 2015年2月のみ放送。コーチ生活1年目の藤本による二軍キャンプ（高知県安芸市）での指導・生活振りを、関岡香（毎日放送アナウンサー）による大阪弁でのナレーションを通じて1日ずつ紹介していた[13]。
  - コーナータイトルに藤本の名を冠しているが、スポーツ紙などで報じられた藤本の発言を基に「日記」を構成したため、藤本自身は放送内容を関知していなかった。そのため、藤本がスタジオへ出演した最終回では、実際に放送された関岡のナレーションのダイジェスト音源を藤本に聞かせる企画を実施した。